# Ciganček
Ciganček, pšenična gljiva, ciganin ili grbavi prstenak (lat. Cortinarius caperatus), ukusna je i jestiva gljiva. Raste u Sjevernoj Europi i Sjevernoj Americi. Danas se temeljem genetskih istraživanja svrstava u rod Cyclocybe. Plodište je oker boje, sredina klobuka je obično kao brašnom posuta, a raste u jesen u bukovim i crnogoričnim šumama, uz napomenu da preferira pjeskovita tla, a izbjegava tla bogata vapnom. Listići pod klobukom odvojeni su od stručka i glinaste su boje a na stručku se nalazi i ostatak prstenastog ovoja. Po novim istraživanjima posjeduje i određena antivirusna svojstva.

## Opis
- Klobuk cigančeka je širok od 6 do 15 centimetara, mesnat, tvrd, najprije zvonolik, zatim konveksan i na kraju ravan ili izdignuta oboda, sjajnožute boje; na rubu u mladosti često raspucan, poslije redovito raspucan, na tjemenu posut srebrnastobjelkastom prašinom, nepravilno izbrazdan, osobito na rubu.
- Listići su kod stručka uži, široki, nazubljeni, kod mlade gljive svijetložućkasti, kasnije smeđeilovaste boje.
- Stručak je visok od 6 do 15 centimetara (do 20 cm), od 1 do 2 cm debeo, cilindričan, pun, tvrd, žilav, u mladosti bijel svilenastog sjaja, na dnu odebljan, na gornjem dijelu viseći opnasti vjenčić.
- Meso je bjelkasto, zatim žućkasto i na kraju prljavosmeđe; okus i miris ugodni.
- Spore su oblika bademove koštice, rđaste boje, 11 – 14 x 7 – 9 μm.

## Kemijske reakcije
Meso u dodiru sa sulfovanilinom postaje crveno, dok s kalijevom lužinom požuti. 

## Stanište
Raste od ljeta do kraja jeseni u velikim grupama u bjelogoričnim i crnogoričnim šumama, na istom mjestu; često je nalazimo na Medvednici, Kalniku i tako dalje.    

## Upotrebljivost
Ciganček je jestiv, vrlo dobre kakvoće. Može se pripremati na mnogo načina, za juhe, umake, pirjanje, a podesan je i za konzerviranje u octu.

## Sličnosti
Mlađe gljive su tipično zatvorenog klobuka, zalijepljenog za stručak. Nevješt skupljač gljiva može je zamijeniti smrtno otrovnom crvenkastom cjepačom (lat. Inocybe patuillardi) koja je u starosti vrlo slična, ali nema vjenčić. Od mladih pupavki se bitno razlikuje po smeđastim listićima i srebrnastobijeloj prašini posutoj po klobuku. 

## Vanjske poveznice
|  | Zajednički poslužitelj ima stranicu o temi Cortinarius caperatus    |
|  | Zajednički poslužitelj ima još gradiva o temi Cortinarius caperatus |
|  | Wikivrste imaju podatke o taksonu Cortinarius caperatus             |

- Grlić,Lj.: "Samoniklo jestivo bilje", Zagreb 1980.